# Návrat z PODZEMÍ
Návrat z PODZEMÍ je čtvrtý díl knih s názvem PODZEMÍ. Byl napsán jako čtvrté společné dílo autorů Rodericka Gordona a Briana Williamse. Roku 2010 jej vydalo nakladatelství The Chicken House.
Kniha nám ukazuje pokračování příběhu Willa Burowse, který se nešťastnou náhodou dostal do podzemního světa. Předcházejícími díly jsou:
- Ztracený svět v PODZEMÍ
- Hlouběji do PODZEMÍ
- Volný pád do PODZEMÍ

## Děj
příběh začíná vlastně tak, jak minulý skončil…
Elliott odpálila své nálože. Rebeccy se pod náhlým tlakem dostali až do jezírka za nimi. První Rebecce už pomalu docházel dech, ale nemohla se vynořit, jinak by ji Elliott zastřelila, musela tedy ona i její sestra předstírat smrt. Obě se propojovací rourou dostali z jezírka až do nějaké podzemní šachty. Poté znovu uviděli světlo. Dostali se až do zajímavého místa, o kterém neměli tušení, že v zahradě druhého slunce je – do Nové Germánie. Bydleli zde lidé, kteří se sem uchýlili při druhé světové válce. Byla tu i všechna munice a vojsko.
Mezitím: Will, Elliott, Willův otec - pan Burrows a Bartleby prozkoumávali zahradu druhého slunce a všichni krom pana Burrowse usilovali o návrat domů. Elliott našla jednou chodbu, kterou se sem dostali styxové, kteří přišli na pomoc Rebeccám získat virus DOMINIUM.
Mezitím: Chester se s Martou dostali až na povrch a schovali se v nedalekých chatách, o kterých jim stejně jako o cestě na povrch, vyprávěl Will. Marta se začala chovat divně a nakonec Chestera, který byl oslabený nemocí, zamknula v komůrce pod schody, když chtěl volat Drakeovi, že je na povrchu. Bohužel se mu nepodařilo nic říct. Marta mu stále dává nějaké jídlo, ale nepouští ho ven.
Mezitím: Drake se spojil se styxem klíšťákem, otcem Elliott. Oba se snaží zničit společenství styxů, nebo to tak Eddie, jak mu Drake říká, formuluje. Drake zaznamená telefonát od Chestera a jdou mu s Eddiem na pomoc. Osvobodí ho a Marta uteče. Zjistí se, že ho celou dobu krmila lidským masem.
Mezitím: Paní Burrowsová se probouzí po ozařování několika černými světly. Zjišťuje, že má jiné schopnosti než doposud, umí lépe rozpoznávat pachy i vlnění. Pozná kohokoliv i přes to, že je slepá. Díky tomu, že nezemřela při ozařování, ji zavřou do laboratoře, kde ji mají provést pitvu za živa.
Mezitím: Rebeccy přesvědčí vůdce vojáků Nové Germánie, aby zaútočili na Willa a jeho přátele. Díky letadlům zadrží Willa i jeho otce na velké pyramidě. Elliott stihne utéct vzít DOMINIUM a vypít protilék. Rebeccy jí nabízejí dohodu. Bohužel ale zastřelí pana Burrowse. Elliott uzavře dohodu. Vymění Willa a letadlo za DOMINUM. Rebeccy souhlasí, Elliott odletí i s Willem a Bartlebym pryč a poté odejdou do dlouhé chodby, která vede na povrch. Dostanou se s Drakeovou pomocí shora až na povrch.
Mezitím: Drake plánuje s Eddiem odpálení laboratoře, ve které je shodou okolností paní Burrowsová. Drake ale zradí Eddieho, který mu to, pěkně podle styxkých pravidel, vrátí. Drake má už jen chvíli na to, aby zachránil všechny „předměty“ ke zkoumání. Objeví paní Burrowsovou a ji i Sazinu, lovce se který se Celie (paní Burrowsová) seznámila. Drake je odvede na povrch, kde se setkají úplně všichni. Will, Elliott, Chester, Drake, Celie, Bartleby i Sazina. Bohužel s nimi už není pan Burrows. Drake je všechny odvede do domu svého otce, Parryho.
Mezitím: Rebeccy se dostanou do kolonie, stejnou cestou jako předtím Elliott s Willem a Bartlebym. Předají DOMINIUM hlavnímu styxovi s cílem konečně vyhladit díky DOMINIU lidstvo na povrchu a uvědomí si, že Elliott nejspíš vypila protilék. Zavřou tedy, díky svým lidem v politice, několik nemocnic, kde byl Drake s Elliott kvůli odběru protiléku z Elliottiny krve. Je vidět, že se nikdo jen tak nevzdá.

Části knihy
Kniha se dělí na pět částí : ODHALENÍ, STŘETNUTÍ, NÁVRAT, ÚTOK, SHLEDÁNÍ
| PODZEMÍ                          | PODZEMÍ          | PODZEMÍ                  |
| -------------------------------- | ---------------- | ------------------------ |
| Předchůdce: Volný pád do PODZEMÍ | Návrat z PODZEMÍ | Nástupce: Útok z PODZEMÍ |